# An Cafe
Gli An Cafe (アンティック -珈琲店-?, Antikku kohiten) è stata una band j-rock, appartenente al genere oshare kei, fondata nel marzo del 2003.
Il 30 Aprile del 2007 Bou annuncia di lasciare la band per motivi personali, al suo posto arrivano Takuya e Yu-Ki,
Nell'agosto del 2009 la band comunica che prenderanno una pausa a tempo indeterminato per crescere artisticamente; l'ultimo live si è tenuto il 4 gennaio 2010. Nel frattempo i componenti degli An cafe si stanno dedicando ad altre attività: Miku è il cantante di un nuovo gruppo musicale, gli Lc5, e Kanon si dedica all'intrattenimento come produttore del videogame per smartphone Pinky☆Distortion.
Il 1 aprile 2012 gli An Cafe annunciarono che avrebbero ripreso la propria attività e iniziato un tour a novembre in Europa e UK intitolato "Ancafesta '12 summer dive". Il 30 maggio, inoltre, annunciarono il rilascio di un nuovo mini album dal titolo "Amazing Blue", il primo dopo la pausa. Lo stesso anno annunciarono un grande tour per festeggiare i 10 anni della band, con il rilascio di tre singoli consecutivi a giugno, luglio e agosto. La finale del tour si svolse il 4 gennaio 2014 al Nippon Budokan, il palco sul quale la band aveva effettuato il proprio ultimo concerto.
In quello stesso periodo la band si è esibita per la prima volta in Canada, Brasile e Messico.

## Formazione

### Formazione attuale
- Miku (みく?), 05/01/1984, sangue di gruppo A - voce
- takuya (takuya?), 09/02/1988, sangue di gruppo A - chitarra (dal 2007)
- Kanon (カノン?), 05/07/1984, sangue di gruppo 0 - basso e PC
- Yuuki (ゆうき?), 29/08/1986, sangue di gruppo A - tastiere (dal 2007)
- Teruki (輝喜?), 08/12/1980, sangue di gruppo A - batteria

### Ex componenti
- Bou[3] (坊?), 16/09/1983, sangue di gruppo 0 - chitarra (2003~30/04/2007) Ritirato

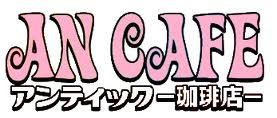

Nel grafico sottostante sono riportati in giallo i cantanti, in rosa i chitarristi, in verde i bassisti, in viola i tastieristi ed in azzurro i batteristi.

## Discografia
Le specifiche sono indicate fra parentesi "()", le note dopo il punto e virgola ";".

### Album

#### Album
- 09/09/2005 - Shikisai Moment
- 29/09/2006 - Magnya Carta
- 09/04/2008 - Gokutama ROCK CAFE
- 09/09/2009 - BB Parallel World
- 09/09/2009 - AN CAFE Best Album
- 08/08/2012 -  Amazing Blue
- 06/11/2013 - Hikagyaku Ziprock
- 11/02/2017 - A laugh song

#### Mini-album
- 23/02/2005 - Amedama Rock
- 13/03/2009 - Harajuku Dance Rock ; album 'speciale' pubblicato unicamente per i fan del Nord America e dell'Europa.

### Singoli
- 24/03/2004 - Candyholic
- 09/06/2004 - √69
- 24/11/2004 - Komou ~Cosmos~
- 30/03/2005 - Karakuri hitei
- 20/07/2005 - Tekesuta kousen; primo di una serie di tre singoli
- 24/08/2005 - Escapism; secondo di una serie di tre singoli
- 21/09/2005 - Merrymaking; terzo di una serie di tre singoli
- 01/03/2006 - 10's Collection March
- 17/05/2006 - BondS ~Kizuna~
- 20/09/2006 - Smile ichiban ii ♀
- 18/10/2006 - Snow Scene
- 22/08/2007 - Kakusei Heroism ~THE HERO WITHOUT A "NAME"~
- 07/11/2007 - Ryuusei Rocket
- 27/02/2008 - Cherry saku yuuki!!
- 29/10/2008 - Koakuma USAGI no koibumi to Machine Gun e.p.; singolo commemorativo del primo quinquennio di carriera del gruppo
- 11/03/2009 - AROMA
- 12/08/2009 - Natsu koi★Natsu GAME
- 11/06/2013 - "Bee Myself Bee Yourself ~Jibun Rashiku Kimi Rashiku Umareta Story wa Hajimattenda~" (Bee Myself Bee Yourself ~自分らしく君らしく生まれたストーリーは始まってんだ~,)
- 10/07/2013 - "Itai Onna ~No Pain, No Love? Japan Girls in Love~" (イタイ女〜NO PAIN,NO LOVE? Japan GIRLS in LOVE〜, )
- 14/08/2013 - "Roman ~Let's Make Precious Love~" (狼MAN 〜Let's make precious love〜,
- 24/09/2014 - "Mōsō Mo Mō Sorosoro" (モウソウモモウソロソロ, September 24, 2014)

### DVD
- 10/10/2004 - Like an CAFE (videoclip)
- 10/03/2006 - 20051203 Shikisai aon (live)
- 17/12/2006 - Yagai de Nyappy (live)
- 02/07/2007 - HIBIYA ON★The★Go NEW sekai (live); registrazione dell'ultimo concerto con l'ex chitarrista Bou
- 25/04/2008 - NYAPPY GO AROUND FEVER (live)
- 30/08/2008 - SUMMER DIVE ~Ama toro PEACH☆BEACH~ (videoclip); distribuito solo ai live e nello shop online
- 11/03/2009 - LIVE CAFE・TOUR '08 NYAPPY GO AROUND THE WORLD (live)
- 04/11/2009 - FINALE OF NYAPPY・KAWAYU'S ROCK DE GO GO (live)
- 22/08/2010 - LIVE CAFE 2010 - KING OF HARAJUKU DANCE ROCK, IKINARI NYAPPY LEGEND (live); ultimo live della band al Nippon Budokan, poco prima della pausa professionale.

### Altro
- 11/01/2005 - Shelly Tic Cafe; split album realizzato con gli Shelly Trip Realize